# Sutphin Boulevard-Archer Avenue-JFK Airport
Sutphin Boulevard-Archer Avenue-JFK is een station van de metro van New York aan de Archer Avenue Line in de wijk Jamaica in Queens. De lijnen ,  en  maken gebruik van dit station.  De sporen van de J- en de Z-lijn liggen onder de E-lijn.
Het station Jamaica van de Long Island Railroad en van AirTrain JFK, met een verbinding naar John F. Kennedy International Airport, bevindt zich boven het metrostation.
 ·  ·  ·  ·  ·  ·  ·  ·  · 
Van oost naar west:
Jamaica Center-Parsons/Archer · Sutphin Boulevard-Archer Avenue-JFK Airport · 121st Street · 111th Street · 104th Street · Woodhaven Boulevard · 85th Street-Forest Parkway · 75th Street-Elderts Lane · Cypress Hills · Crescent Street · Norwood Avenue · Cleveland Street · Van Siclen Avenue · Alabama Avenue · Broadway Junction · Chauncey Street · Halsey Street · Gates Avenue · Kosciuszko Street · Myrtle Avenue · Flushing Avenue · Lorimer Street · Hewes Street · Marcy Avenue · Essex Street · Bowery · Canal Street · Chambers Street · Fulton Street · Broad Street
Van oost naar west:
Jamaica Center-Parsons/Archer · Sutphin Boulevard-Archer Avenue-JFK Airport · 121st Street · 104th Street · Woodhaven Boulevard · 75th Street-Elderts Lane · Crescent Street · Norwood Avenue · Van Siclen Avenue · Broadway Junction · Chauncey Street · Gates Avenue · Myrtle Avenue · Marcy Avenue · Essex Street · Bowery · Canal Street · Chambers Street · Fulton Street · Broad Street